# Neuroda
Neuroda ist ein Ortsteil der Stadt Arnstadt im Ilm-Kreis (Thüringen) mit 185 Einwohnern auf einer Fläche von 5,12 km².

## Geografie
Neuroda liegt auf einem Hügelvorsprung, der im Südwesten bis auf etwa 460 Meter ansteigt, im Norden zum Tal der Wipfra und im Osten zu einem nach Süden führenden Wiesengrund abfällt. Das Dorf liegt in etwa 400 Metern Höhe im hügeligen Vorland des Thüringer Waldes auf der Paulinzellaer Buntsandsteinplatte. In der Umgebung wechseln Wälder (meist Kiefer), Wiesen und Felder einander ab. Östlich des Dorfs liegt der 476 Meter hohe Sandberg, den die Schnellfahrstrecke Nürnberg–Erfurt mit dem 1320 Meter langen Tunnel Sandberg unterquert. Auf der Rückseite des Sandbergs verläuft auch die Rampe der Bundesautobahn 71 vom Wipfratal hinauf auf den Thüringer Wald. Nachbarorte sind Wipfra im Westen, Traßdorf im Osten sowie Kettmannshausen und Behringen im Norden. Südwestlich liegt die Talsperre Heyda.

## Geschichte
Neuroda wurde 1378 zum ersten Mal urkundlich erwähnt, ist aber wahrscheinlich älter. Neuroda gehörte den Herren von Witzleben und war bis 1920 eine Exklave Sachsen-Gothas, die von Schwarzburg-Sondershausen und Sachsen-Weimar-Eisenach umgeben war. Ab 1922 gehörte das Dorf zum Landkreis Arnstadt, aus dem der heutige Ilm-Kreis hervorging. Bei der Gemeindereform 1994 wurde Neuroda Teil der neu gebildeten Gemeinde Wipfratal. Am 1. Januar 2019 wurde Wipfratal nach Arnstadt eingemeindet.

## Politik
Die Arnstädter Ortsteile Kettmannshausen, Neuroda, Reinsfeld, Schmerfeld und Wipfra haben eine gemeinsame Ortsteilverfassung gemäß § 45 Thüringer Kommunalordnung, sodass für alle fünf Ortsteile ein gemeinsamer Ortsteilbürgermeister und Ortsteilrat zuständig ist.
Der ehrenamtliche Ortsteilbürgermeister ist seit 2019 Dietmar Krause, er wurde zuletzt bei den Kommunalwahlen in Thüringen am 26. Mai 2024 im Amt bestätigt. Zusammen mit sechs weiteren Mitgliedern bildet Krause den Ortsteilrat.

## Sehenswürdigkeiten

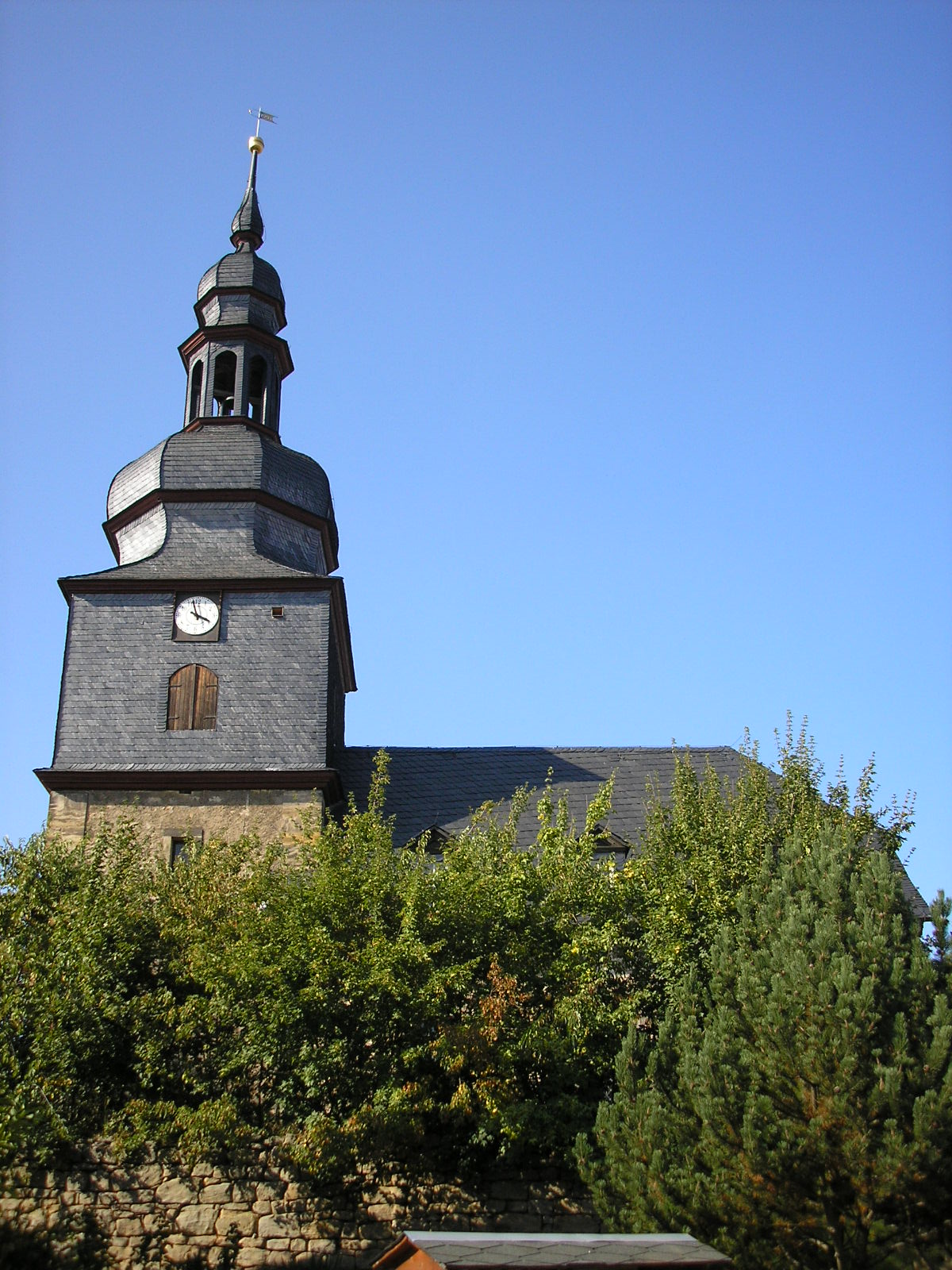
Dorfkirche

Neuroda verfügt über eine verhältnismäßig große Kirche, die Sitz einer evangelischen Pfarrei ist. Filialkirchen dieser Pfarrei befinden sich in Kettmannshausen, Reinsfeld, Schmerfeld, Traßdorf und Wipfra. Die Kirche St. Mauritius ist eine Saalkirche, die im Kern um 1300 entstand. Im 14. Jahrhundert wurde das Langhaus erhöht und zwischen 1720 und 1724 erfolgte ein Umbau der Kirche. 1738 wurde sie bei einem Brand beschädigt und bis 1740 von Johann Erhard Straßburger verändert wiederhergestellt. Aus dieser Zeit stammt auch der heutige Turmaufbau. Der Altar stammt aus der Zeit um 1750; die Orgel wurde 1742/1743 vom Erfurter Orgelbaumeister Johann Georg Schröter errichtet.

## Wirtschaft und Verkehr
Neuroda ist ein landwirtschaftlich geprägter Ort ohne größere Industrie- und Gewerbeansiedlungen.
Ilmenau liegt etwa zehn Kilometer südlich des Ortes und Arnstadt ungefähr zwölf Kilometer nördlich. Straßen verbinden Neuroda mit Wipfra im Westen und Behringen bzw. der Behringer Schenke im Norden. Busse verkehren in umliegende Dörfer und die Kreisstadt Arnstadt.